# 时代错置

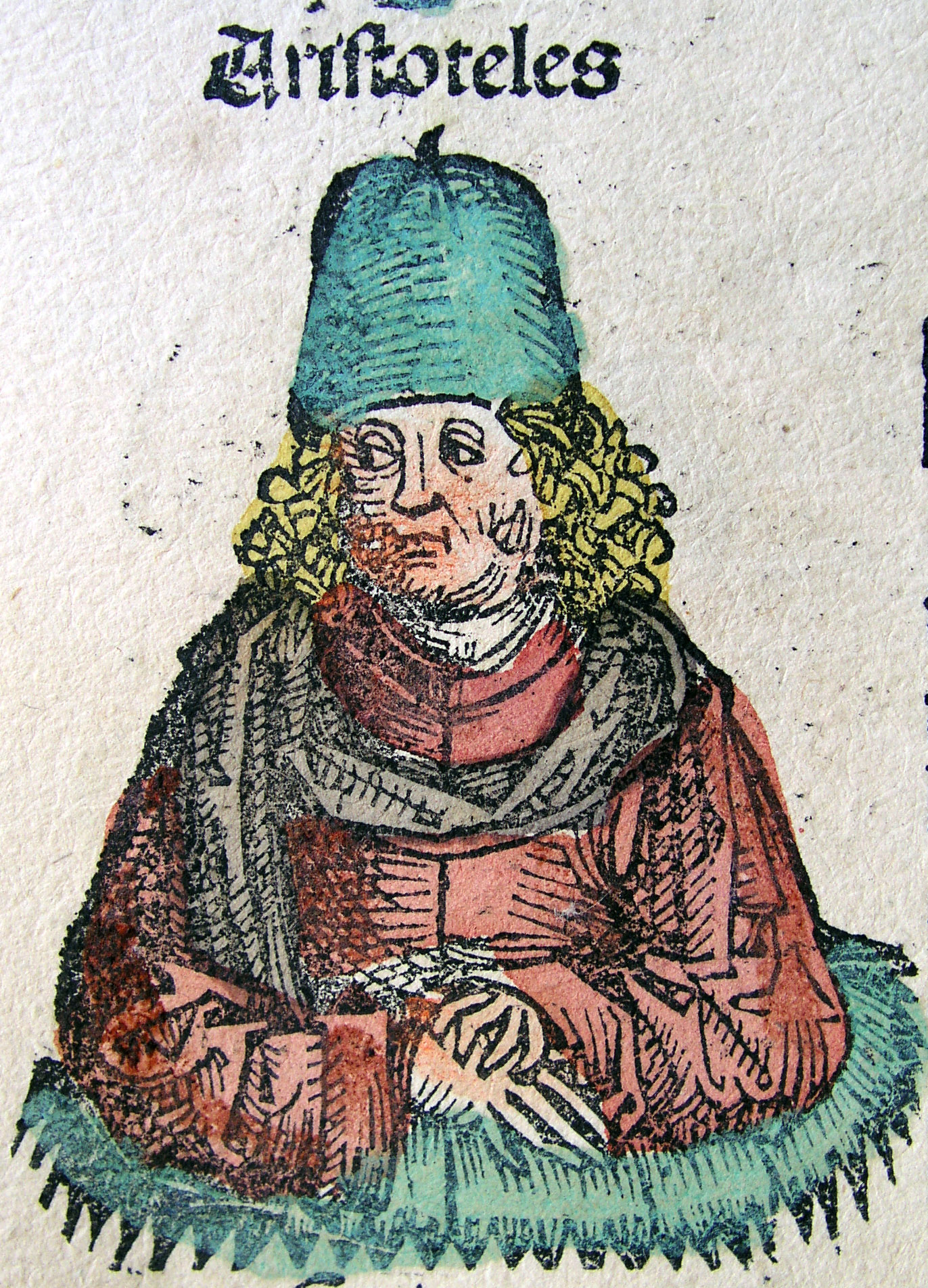
亞里士多德是公元前4世紀的哲學家；在這幅作於公元1493年的畫作《紐倫堡編年史》裏，他被描繪成15世紀學者的模樣。

時代错置（英語：anachronism），是指把不可能出現於同一時代的事物安排在一起。這些在時間性上不一致的可能是物件，也可能是人物、事件、語句、思想、技術、物料、食物、音樂風格、風俗習慣，乃至各種只跟某一段時代有關連的事物，而把它們放置於同一時空底下在現實上是不正確的。
著名相声《关公战秦琼》即为一例对该现象颇为形象具体的幽默讽刺艺术。各時代也常以當代的時空背景去繪製前代甚至史籍之前的人物社會，服裝、建築、社會習俗等都與考古有相當出入，在文學或藝術的領域中是常有的情況。

## 作为一种别出心裁的艺术手法
基于古典元素和现代元素取长补短一直作为一种别出心裁的艺术手法，更有甚者根据实际情况为了合乎观众口味作为一剂“荧幕矫味剂”，但也不可避免的令部分观众对其抱有不伦不类的负面评价。
《新福尔摩斯》将原著的故事背景从19世纪大英帝国鼎盛时期搬到了21世纪英国繁华热闹的大都市。編導马克·加蒂斯表示，他们想“像历史版本迷恋维多利亚时代伦敦一样迷恋现代伦敦”。同时片中出现了“智能手机”“黑客”等现代化元素。

## 相關語詞
- 張飛打岳飛
- 時代錯誤遺物

## 外部連結
- 《專訪盧梭：香港、農業、陳茂波》 - 在這篇刊於主場新聞的文章中，作者楊天帥假想在2013年訪問18世紀思想家盧梭，以借其思想評論香港時事。